# Фердинанд Карл Йозеф Австрийский-Эсте
Эрцгерцог Фердинанд Карл Йозеф Австрийский-Эсте (нем. Ferdinand Karl Joseph von Österreich-Este; 25 апреля 1781, Милан — 5 ноября 1850, Альтмюнстер) — австрийский фельдмаршал, генерал-губернатор Галиции и Трансильвании.

## Биография
Фердинанд Карл родился в 1781 году в Милане. Он был третьим сыном эрцгерцога Фердинанда и Марии Беатриче д’Эсте. В 1799 году он поступил в Терезианскую академию, а с 1800 года начал военную карьеру.
В 1805 году, когда началась Война третьей коалиции, Фердинанд Карл был назначен главнокомандующим австрийскими силами с генералом Карлом Маком в качестве квартирмейстера. В октябре армия была окружена под Ульмом. Генерал Мак капитулировал, однако Фердинанд Карл сумел прорваться в Богемию с 2 тысячами кавалеристов. Там он принял командование местными войсками и организовал ландштурм. Со своими силами он сумел сковать баварскую дивизию Карла-Филиппа фон Вреде под Иглау, и не дать ей принять участие в сражении под Аустерлицем.
В 1809 году, во время войны Пятой коалиции, Фердинанд Карл командовал 36-тысячной австрийской армией, с которой вторгся в Варшавское герцогство, рассчитывая поднять там антинаполеоновское восстание. Он был разбит в битве под Рашином, но сумел занять Варшаву, однако в июле ему пришлось отступить.
В 1815 году, во время войны Седьмой коалиции, Фердинанд Карл командовал двумя дивизиями австрийского резерва. В следующем году он был назначен главнокомандующим в Венгрии.
23 января 1826 года был награждён орденом Св. Андрея Первозванного.
В 1830 году Фердинанд Карл был назначен генерал-губернатором Галиции. После революции 1848 года он проживал в основном в Италии.
Фердинанд Карл никогда не был женат. В 1850 году он скончался в Альтмюнстере.